# Monte Cerro Escorial
Il Cerro Escorial è uno stratovulcano situato lungo il confine tra Argentina e Cile.